# Grevenburg
Die Grevenburg ist die Ruine einer Höhenburg über dem Stadtteil Trarbach (Traben-Trarbach / Mosel) im Landkreis Bernkastel-Wittlich in Rheinland-Pfalz und war die ehemalige Residenz der Grafen von Sponheim.

## Geschichte
Die Burg wurde 1350 von Graf Johann III. von Sponheim errichtet und löste die Starkenburg als Residenz der hinteren Grafschaft Sponheim ab. Nach dem Aussterben der Sponheimer 1437 wurde sie Sitz des Oberamtmannes. Im Jahr 1680 wurde sie von Ludwig XIV. erobert und als Teil des Befestigungssystems mit der Festung Mont Royal als Zentrum unter der Leitung von Sébastien Le Prestre de Vauban ausgebaut.
Als Vorfeste des Mont Royal gingen der Burg nach 1697 die äußeren Festungswerke wieder verloren. Im Spanischen Erbfolgekrieg 1701–1714 eroberten die Franzosen unter Tallard 1702 diese Festung erneut, wehrten eine Belagerung im Jahr 1703 ab und verstärkten sie wieder nach Vaubans Plänen, allerdings ohne die drei Oberwerke. 1704 bezwang der hessische Erbprinz Friedrich das Wehrschloss auf Befehl des englischen Feldherrn Marlborough. In der Folge besetzten niederländische Truppen die beschädigte Grevenburg und überließen sie im Frieden von 1714 Trier. Kurtrier reparierte ab 1730 die Kampfschäden, um Koblenz und den Rhein zu decken. 
Im Polnischen Erbfolgekrieg wurde die Burg 1734 zum vierten und letzten Mal belagert. Noch am 6. April erschien österreichische Verstärkung unter Hauptmann Wurmbrand-Stuppach auf dem Schloss. Am 16. April besetzte der General und spätere Kriegsminister Belle-Isle die Stadt, aber erst am 22. April erschien die Artillerie. Zunächst versuchten die Belagerer mit Hilfe einer Mine sich den Weg zu bahnen, was aber misslang. Daher wurde das Schloss ab dem 25. April unter Beschuss genommen, zugleich näherte man sich der Festung durch Gräben. In der Nacht vom 27. auf dem 28. erfolgte ein vergeblicher Sturm, auch am 30. April wurde ein Sturm abgewiesen, aber am 1. Mai eroberten die Franzosen ein Vorwerk. Im Schloss waren bis auf drei Kanonen alle zerstört und keine Schießscharten mehr brauchbar. Der Oberstleutnant Hohenfels bot am 2. Mai die Kapitulation an. Die Mannschaft durfte am 4. Mai mit klingendem Spiel durch die Bresche nach Koblenz abmarschieren, der Kurfürst von Trier schlug den Hauptmann Wurmbrand-Stuppach zur Beförderung zum Oberstleutnant vor. Die Burg war aber nur noch eine Ruine.

## Anlage
Heute existiert nur noch die westliche Fassade des ehemaligen Kommandantenhauses, aber etliche Fundamente der Burganlage sind noch erhalten. Der Wohnturm (Donjon), der etwa doppelt so hoch war wie die verbliebene Westfassade des Kommandantenhauses, hatte vier flankierende Ecktürme. Ein ähnlicher Bau befindet sich auf Schloss Gemünden. Daneben lag das Zeughaus. Das Durchfahrtstor daneben flankierten zwei Pulvertürme, von denen einer noch erkennbar ist. Davor führte eine Holzbrücke über den heute planierten und als Parkplatz dienenden Hauptgraben zu zwei Vorwerken mit eigenen Felsengräben, deren Wehrgänge noch teilweise erhalten sind. Über der großen Schutthalde des hohen Südwalls stehen noch zwei Kasemattenbögen der schmalen Kasernen und ein Stützbogen des Offiziershauses. Von dort zweigten, von Türmen flankiert, Wehrmauer und Graben zur Stadt hin ab, ferner der Weg zu den Vor- und Unterwerken. Heute befindet sich auf dem Gelände eine Gaststätte, die an einen der vier Palastürme angelehnt ist. Vom Brückentor im Moseltal führt ein Wanderweg auf die Burg.
Die Gräfin Loretta-Stiftung mit Sitz in Traben-Trarbach verfolgt das Ziel, die Erhaltung und Restaurierung der Grevenburg zu ermöglichen und zu fördern.

## Burgansichten

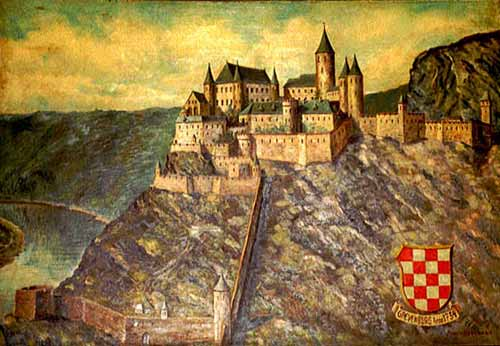
Zeitgenössisches Bild der Grevenburg von etwa 1734
Ein Wandbild zeigt die Grevenburg im unzerstörten Zustand
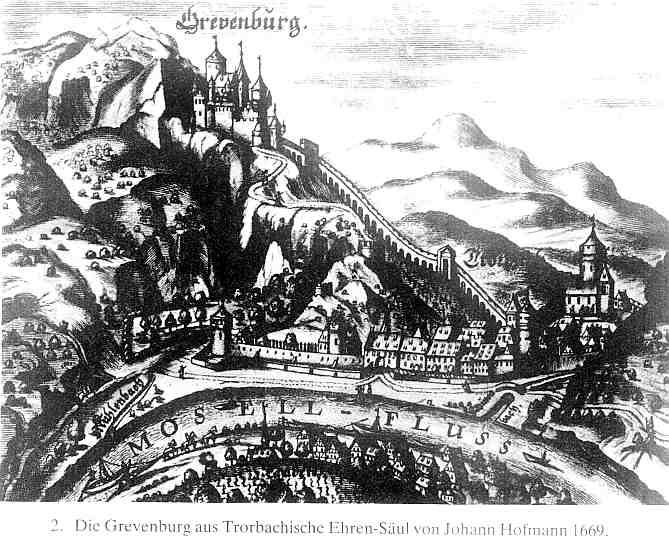
Johann Hofmann, 1669
Zeichnung mit Informationen
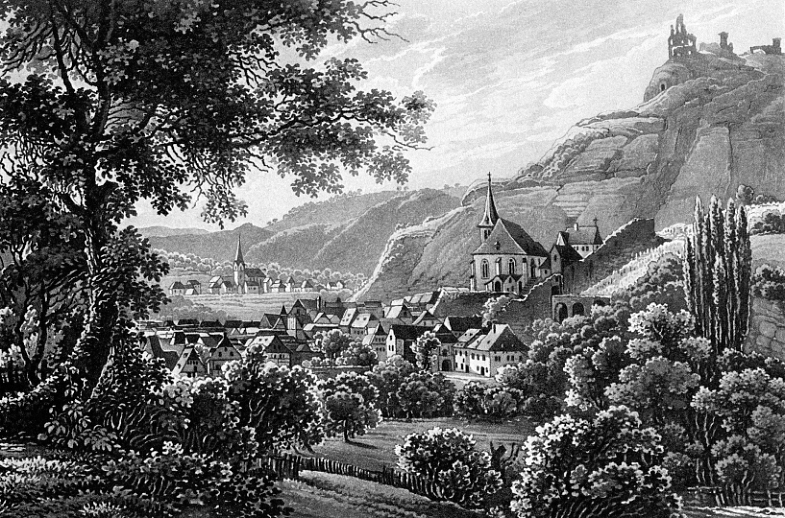
Traben-Trarbach und die Grevenburg an der Mosel (Karl Bodmer, 1841)
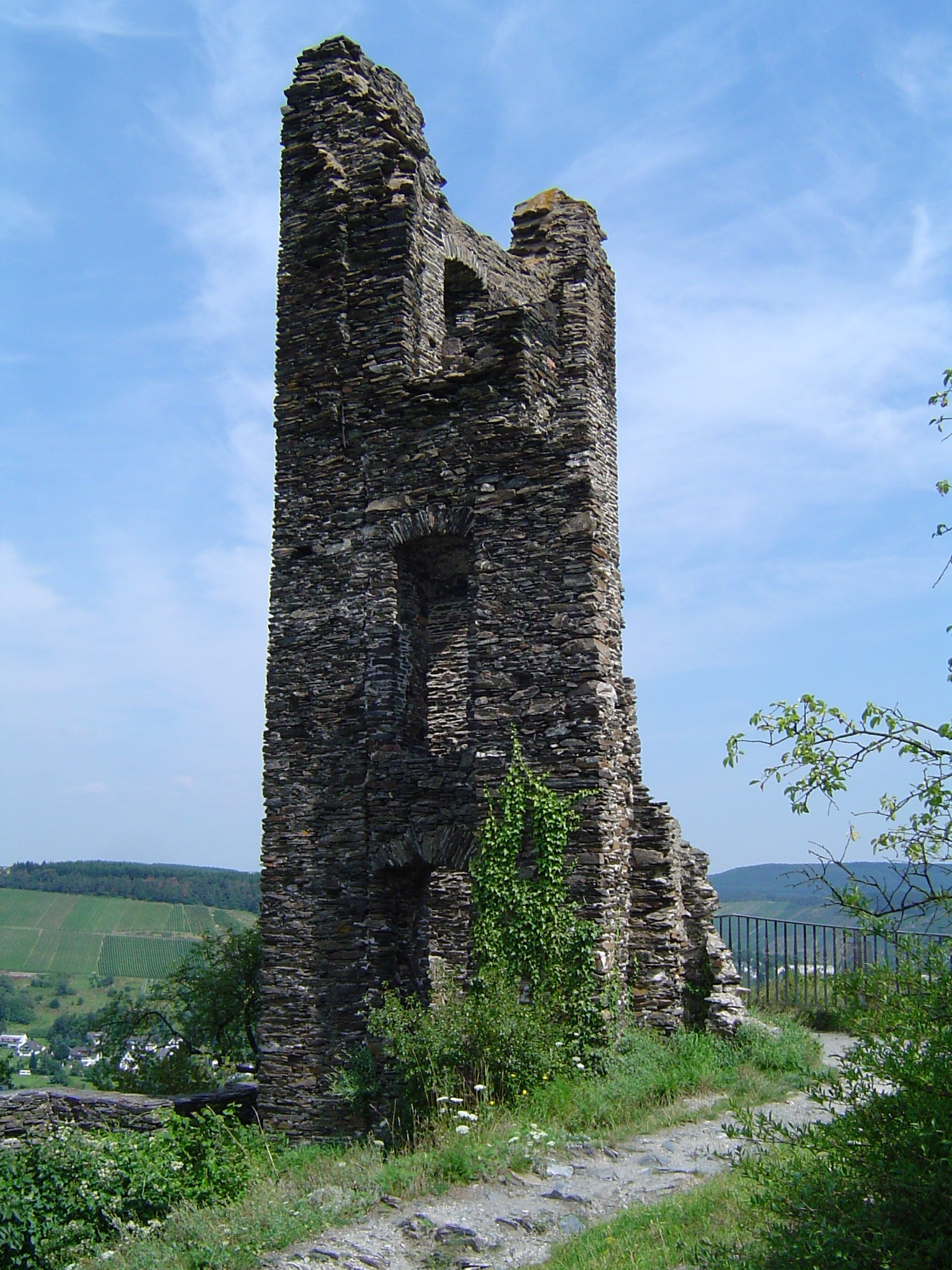
Reste des Kommandantenhauses
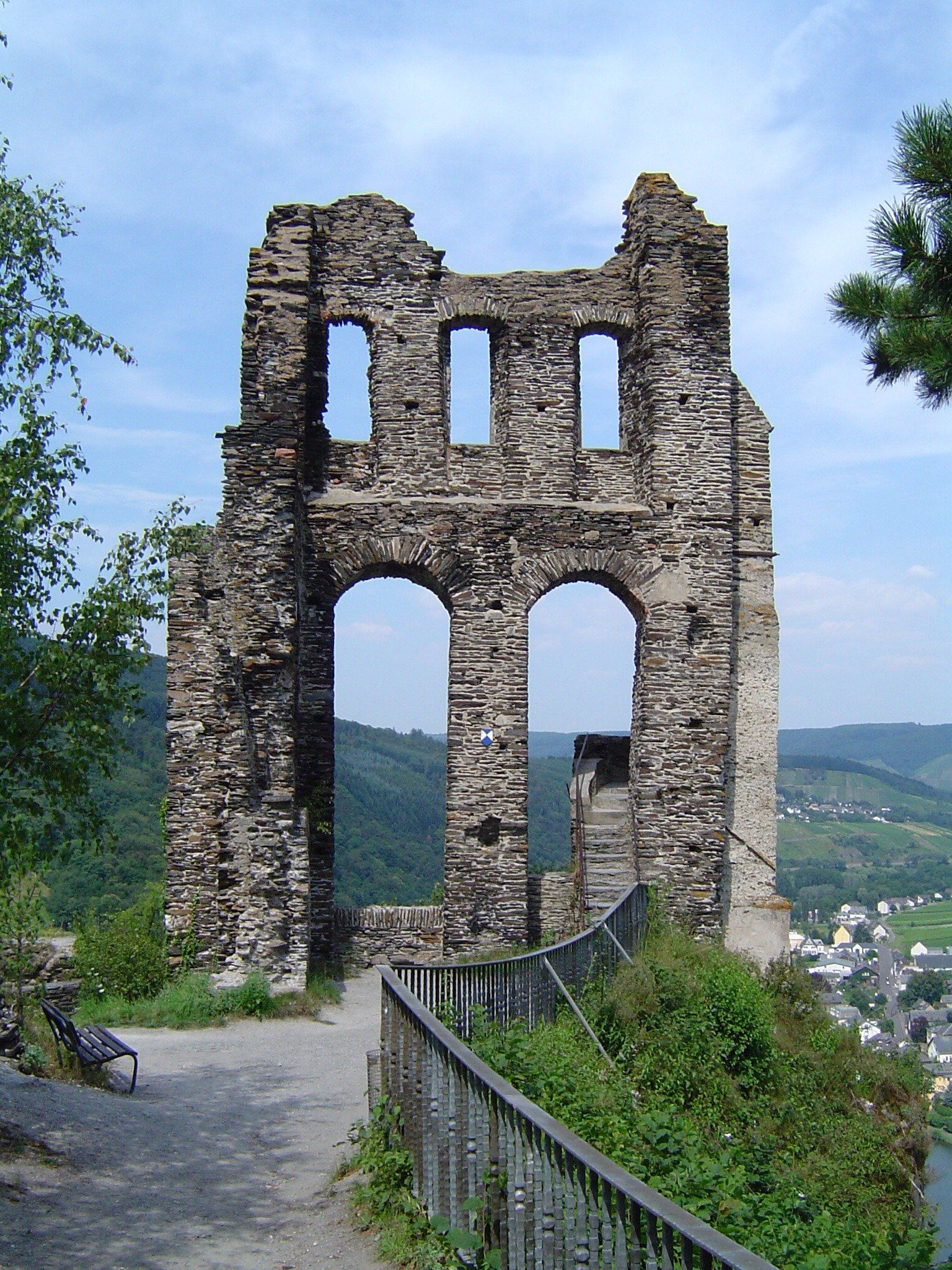
Reste des Kommandantenhauses
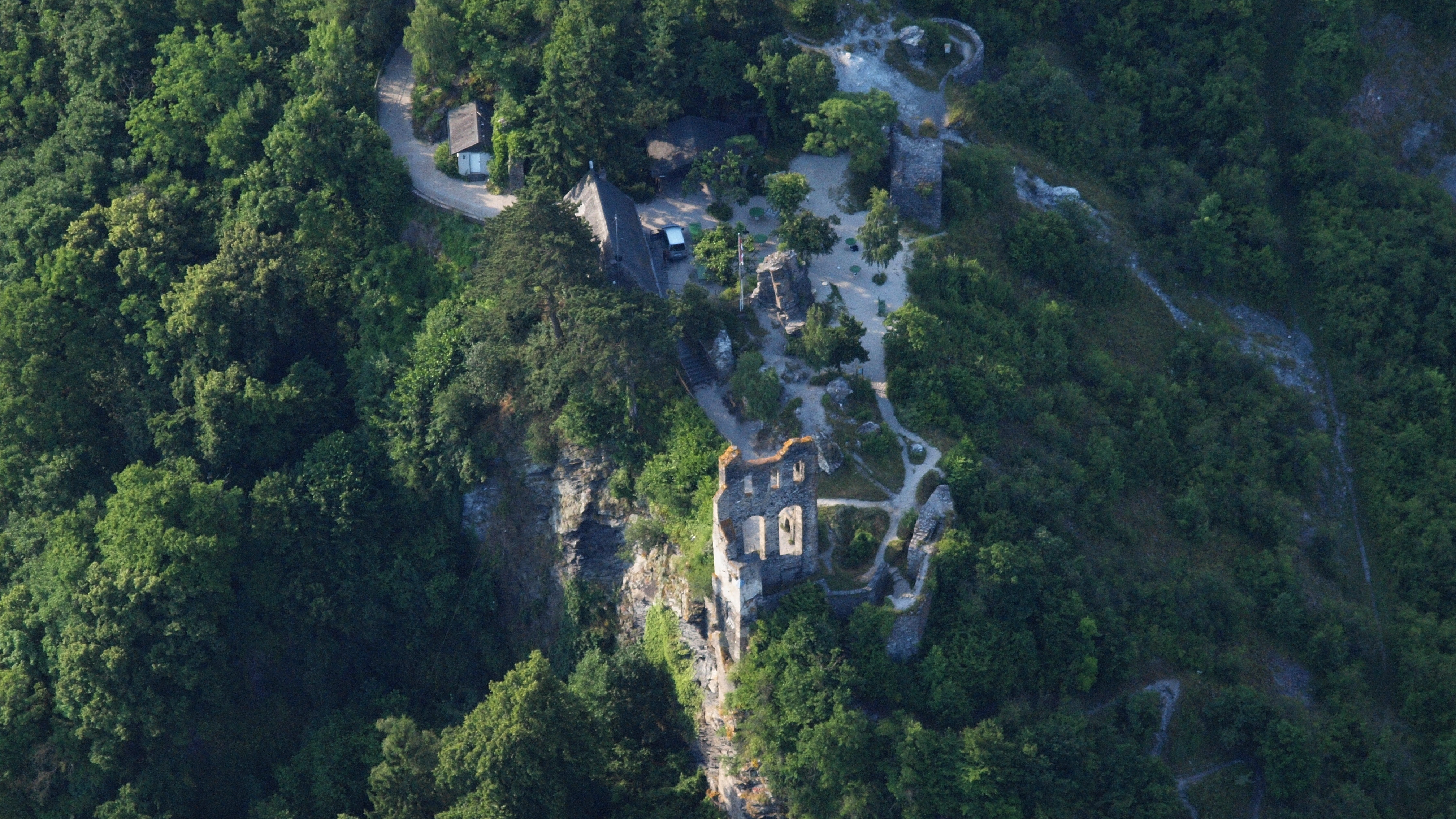
Luftaufnahme der Grevenburg
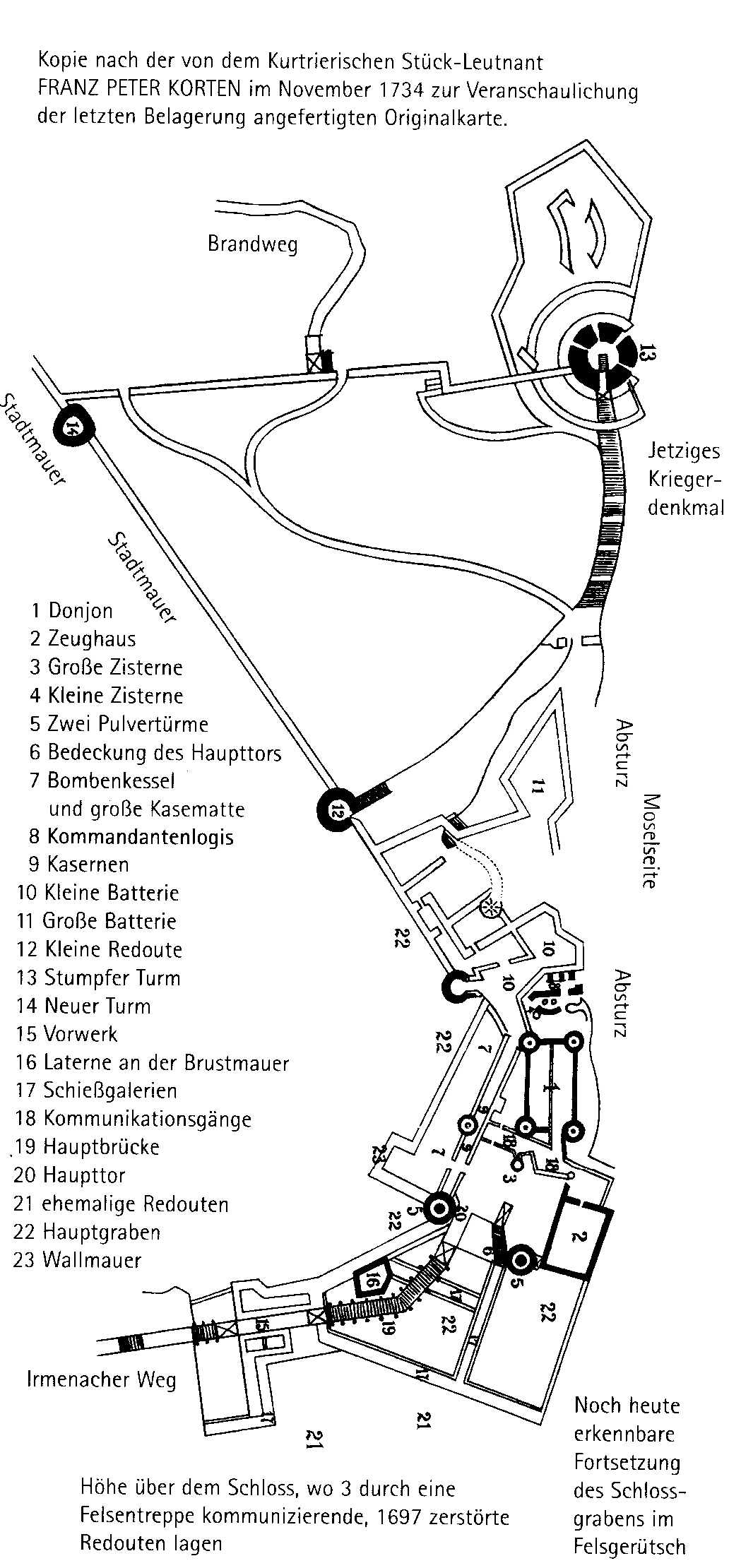
Lageplan von 1734